# 日立龍栄一
日立龍 栄一（ひたちりゅう えいいち、1969年10月19日 - ）は、茨城県日立市出身で押尾川部屋所属の元大相撲力士。本名は脇坂 栄一（わきさか えいいち）。身長180cm、体重133kg。得意手は右四つ、寄り、蹴手繰り。最高位は東前頭14枚目（1993年3月場所）。

## 来歴
日立市立多賀中学校時代は相撲部に所属し、3年生の時に団体戦において茨城県大会で優勝して全国中学校相撲選手権大会に出場した。 中学校の1年先輩に大至がおり、その縁で中学校を卒業すると押尾川部屋に入門し、1985年（昭和60年）3月場所で初土俵を踏んだ。四股名の日立龍は、出身地の日立市と中学校の大先輩である兄弟子の多賀竜に因んでいる。入門する前年の1984年（昭和59年）9月場所で多賀竜が優勝。場所後、郷里の日立市で凱旋パレードが行われ、多賀竜は母校の多賀中学校に立ち寄った。このとき、日立龍は在校生として多賀竜を迎えた。1991年（平成3年）5月場所に十両昇進、6日目に出身中学の大先輩の多賀竜と対戦、これに勝利した。多賀竜はこの一番が現役最後の一番となり、引退した。1993年（平成5年）3月場所に新入幕を果たした。
右四つからの上手をおっつけての寄りを得意とし、立合いで変化しての蹴手繰りも十八番であった。しかし新入幕の1993年3月場所千秋楽の春日富士戦で両膝の靱帯を損傷してしまい、翌5月場所は公傷扱いで全休し、7月場所は幕尻で負け越して十両に陥落してしまった。その後も体を大きくしようとした反動から糖尿病になり、1995年（平成7年）11月場所では幕下にまで番付を落としてしまった。幕内どころか十両にも返り咲くことができずに終わり、1996年（平成8年）9月場所限りに26歳の若さで廃業した。

## 主な成績
- 生涯成績：342勝320敗29休 勝率.517
- 幕内成績：12勝18敗15休 勝率.400
- 現役在位：70場所
- 幕内在位：3場所
- 各段優勝
  - 幕下優勝：1回（1991年1月場所）

### 場所別成績
| | 一月場所 初場所（東京） | 三月場所 春場所（大阪） | 五月場所 夏場所（東京）  | 七月場所 名古屋場所（愛知） | 九月場所 秋場所（東京） | 十一月場所 九州場所（福岡） |
| --- | ----------------------- | ----------------------- | ------------------------ | --------------------------- | ----------------------- | --------------------------- |
| 1985年 （昭和60年） | x                       | （前相撲）              | 西序ノ口12枚目 5–2       | 西序二段120枚目 5–2         | 東序二段75枚目 1–6      | 東序二段106枚目 4–3         |
| 1986年 （昭和61年） | 東序二段87枚目 5–2      | 東序二段34枚目 1–6      | 東序二段77枚目 5–2       | 西序二段30枚目 3–4          | 東序二段43枚目 2–5      | 西序二段69枚目 6–1          |
| 1987年 （昭和62年） | 西序二段5枚目 5–2       | 西三段目72枚目 3–4      | 東三段目85枚目 3–4       | 東三段目99枚目 5–2          | 西三段目70枚目 6–1      | 西三段目21枚目 6–1          |
| 1988年 （昭和63年） | 東幕下47枚目 2–5        | 東三段目11枚目 3–4      | 東三段目27枚目 3–4       | 東三段目42枚目 4–3          | 西三段目23枚目 3–4      | 東三段目39枚目 5–2          |
| 1989年 （平成元年） | 東三段目9枚目 2–5       | 東三段目38枚目 4–3      | 東三段目21枚目 4–3       | 東三段目5枚目 休場 0–0–7    | 東三段目66枚目 6–1      | 東三段目17枚目 5–2          |
| 1990年 （平成2年） | 西幕下55枚目 4–3        | 西幕下43枚目 5–2        | 西幕下25枚目 4–3         | 西幕下19枚目 4–3            | 東幕下14枚目 2–5        | 西幕下27枚目 4–3            |
| 1991年 （平成3年） | 西幕下16枚目 優勝 7–0   | 東幕下筆頭 4–3          | 東十両13枚目 7–8         | 西幕下筆頭 4–3              | 東十両11枚目 7–8        | 西十両12枚目 8–7            |
| 1992年 （平成4年） | 東十両8枚目 6–9         | 東十両11枚目 9–6        | 西十両6枚目 6–9          | 東十両9枚目 7–8             | 西十両9枚目 11–4        | 東十両3枚目 8–7             |
| 1993年 （平成5年） | 西十両筆頭 9–6          | 東前頭14枚目 7–8        | 西前頭16枚目 休場 0–0–15 | 西前頭16枚目 5–10           | 西十両7枚目 9–6         | 西十両3枚目 7–8             |
| 1994年 （平成6年） | 西十両6枚目 8–7         | 東十両5枚目 6–9         | 東十両9枚目 8–7          | 西十両7枚目 6–9             | 東十両11枚目 8–7        | 東十両7枚目 8–7             |
| 1995年 （平成7年） | 西十両3枚目 7–8         | 西十両5枚目 8–7         | 西十両4枚目 7–8          | 東十両6枚目 5–10            | 西十両12枚目 7–8        | 東幕下筆頭 休場 0–0–7       |
| 1996年 （平成8年） | 東幕下筆頭 2–5          | 東幕下13枚目 4–3        | 西幕下8枚目 3–4          | 西幕下15枚目 1–6            | 西幕下39枚目 引退 4–3–0 | x                           |
| 各欄の数字は、「勝ち-負け-休場」を示す。 優勝 引退 休場 十両 幕下 三賞：敢=敢闘賞、殊=殊勲賞、技=技能賞 その他：★=金星 番付階級：幕内 - 十両 - 幕下 - 三段目 - 序二段 - 序ノ口 幕内序列：横綱 - 大関 - 関脇 - 小結 - 前頭（「#数字」は各位内の序列） |                         |                         |                          |                             |                         |                             |

### 幕内対戦成績
| 蒼樹山 | 0 | 1 | 小城錦   | 1 | 0 | 春日富士 | 0 | 1 | 鬼雷砲 | 2 | 0 |  |  |  |
| 剣晃   | 0 | 2 | 琴稲妻   | 1 | 1 | 琴椿     | 1 | 0 | 琴富士 | 0 | 2 |  |  |  |
| 琴別府 | 0 | 1 | 大善     | 2 | 0 | 貴闘力   | 0 | 1 | 隆三杉 | 0 | 1 |  |  |  |
| 寺尾   | 0 | 2 | 栃乃藤   | 0 | 1 | 智乃花   | 0 | 1 | 豊ノ海 | 0 | 1 |  |  |  |
| 浪之花 | 1 | 0 | 肥後ノ海 | 1 | 1 | 舞の海   | 0 | 1 | 湊富士 | 1 | 0 |  |  |  |

## 改名歴
- 脇坂 栄一（わきさか えいいち）1985年3月場所-1989年5月場所
- 日立龍 栄一（ひたちりゅう -）1989年7月場所-1996年9月場所